# 矢部喜好
矢部 喜好（やべ きよし、1884年7月4日 - 1935年8月26日）は、福島県会津出身のキリスト教会の牧師。日露戦争の際、日本において良心的兵役拒否を初めて行った人物である（ただし、後に衛生兵として従軍している）。アメリカ留学から帰国後は、膳所同胞教会、大津同胞教会の牧師として働き、その生涯を全うした。

## 概要
福島県耶麻郡木幡村（現・喜多方市）生まれ。会津中学（現・福島県立会津高等学校）在学中にプロテスタント入信。日露戦争開戦時、召集されたが兵役を拒否し禁固2か月の判決を受ける。その後、衛生兵として応召した。
日露戦争後はアメリカに留学。銀行のハウスボーイとして働きながら勉学に励むも、猩紅熱に感染。生死の境をさまよったが、約1か月後、まだ面会謝絶のある日、隣室から当時アメリカ同胞教会外国伝道部教育部長であったエドガー・ニップ宣教師が話しかけた。「日本の琵琶湖畔に開拓伝道者として遣わされたモンロー・クリセリウス君が、君と同じ猩紅熱にかかり大津で客死した」。この出会いにより矢部は同胞教会に転じ、琵琶湖畔の伝道に生涯を捧げることになる。
1909年オハイオ州オッターべイン大学（Otterbein University）に入学。卒業後シカゴ大学神学部（University of Chicago Divinity School）に入学、1914年卒業。高校から足掛け10年の留学生活を終え、湖畔伝道の幻を得て、先のニップ宣教師夫妻と共に帰国の途についた。
帰国後、2か月余りの原宿同胞教会での準備の最中に、山田春（しゅん）と結婚。そして1915年6月、クリセリウス宣教師の遺志を嗣いで、故郷であった福島県を離れて京都府に西下し、ひとまずニップの宅に落ちついた。その後の実地調査の末、滋賀県大津市膳所に再度転居した上で住所兼伝道所を借り受けその活動を始めた。膳所同胞教会の設立である。後に大津同胞教会を兼牧。琵琶湖畔で、当時は権利が低く見積もられていた女性や子どもをも招き、平和の教えを説き続けた。その門下には同志社大学学長となった田畑忍らがいる。
1935年 、8月17日、京都府立医科大学附属病院に入院。入院後も教会員のカードを繰りながら一人一人のために祈るも同月26日になって永眠。その日の午後1時すぎ、突然目を開いて「見える見える天国が」「イエス様が見える」と言い、最後に「バンザーイ」と叫んだと言われる。この時、満51歳。死因は胃潰瘍と余病の併発による。